# Dasochóri (Messénie)
Dasochóri, en grec moderne : Δασοχώρι, est un village du dème d'Œchalie, district régional de Messénie, en Grèce.
Selon le recensement de 2011, la population du village s'élève à 32 habitants.